# Torremocha (Extremadura)
Torremocha egy község Spanyolországban, Cáceres tartományban. Torremocha Cáceres, Botija, Valdefuentes, Montánchez, Albalá, Casas de Don Antonio, Aldea del Cano és Torrequemada községekkel határos. Lakosainak száma 736 fő (2024).

## Népesség
A település népessége az elmúlt években az alábbi módon változott:
| Lakosok száma | 1265 | 1141 | 1096 | 1038 | 992  | 932  | 875  | 798  | 770  | 736  |
|               | 2001 | 2004 | 2006 | 2009 | 2011 | 2014 | 2016 | 2019 | 2021 | 2024 |